# Jevoncourt
Jevoncourt is een gemeente in het Franse departement Meurthe-et-Moselle (regio Grand Est) en telt 79 inwoners (2009). De plaats maakt deel uit van het arrondissement Nancy.

## Geografie
De oppervlakte van Jevoncourt bedraagt 3,3 km², de bevolkingsdichtheid is dus 23,9 inwoners per km².
De onderstaande kaart toont de ligging van Jevoncourt met de belangrijkste infrastructuur en aangrenzende gemeenten.

## Demografie
De figuur toont het verloop van het inwonertal (bron: INSEE-tellingen).